# Mark Davis
Mark Davis (n. 12 august 1972, Hastings, Anglia, Regatul Unit) este un jucător englez de snooker.  
A fost finalist în 2018 la Openul Englez. Davis a realizat breakul maxim de două ori în carieră. 
Momentan ocupă poziția a 38-a în lume conform clasamentului actualizat din aprilie 2019.  